# Pantoporia venata
Pantoporia venata är en fjärilsart som beskrevs av Otto Staudinger 1889. Pantoporia venata ingår i släktet Pantoporia och familjen praktfjärilar. Inga underarter finns listade i Catalogue of Life.